# Frasseto
Frasseto (in corso Frassetu) è un comune francese di 128 abitanti situato nel dipartimento della Corsica del Sud nella regione della Corsica.

## Società

### Evoluzione demografica
Abitanti censiti